# Holjapyx conspersus
Holjapyx conspersus är en urinsektsart som beskrevs av Smith 1959. Holjapyx conspersus ingår i släktet Holjapyx och familjen Japygidae. Inga underarter finns listade i Catalogue of Life.